# Neadmete unalashkensis
Neadmete unalashkensis is een slakkensoort uit de familie van de Cancellariidae. De wetenschappelijke naam van de soort is voor het eerst geldig gepubliceerd in 1873 door Dall.